# Victoria Latta
Victoria Jane Latta (* 10. Juni 1951 in Auckland) ist eine ehemalige neuseeländische Vielseitigkeitsreiterin.

## Biografie
Victoria Latta gab ihr internationales Debüt bei den Weltreiterspielen 1990 in Stockholm, wo sie im Einzel auf ihrem Pferd Chief den 11. Platz belegte. Bei den Olympischen Sommerspielen 1992 in Barcelona gewann sie auf diesem die Silbermedaille im Mannschaftswettkampf des Vielseitigkeitsreitens. Bei ihrer zweiten Olympiateilnahme in Atlanta 1996 konnte sie mit Bronze auf Broadcast News im Mannschaftswettkampf eine weitere olympische Medaille gewinnen.
Latta sicherte sich in ihrer Jugend einen Platz an der Royal Ballet School. Später wurde sie Anwältin, ehe sie sich dem Reitsport widmete. Nach ihrem Rücktritt vom Reitsport nach den Olympischen Spielen 1996 vom Wettkampf, war sie wieder als Anwältin tätig und erwarb einen Master-Abschluss.